# Алібаєво
Аліба́єво (рос. Алибаево, башк. Әлебай) — присілок у складі Зіанчуринського району Башкортостану, Росія. Входить до складу Абзановської сільської ради.
Населення — 140 осіб (2010; 179 в 2002).
Національний склад:
- башкири — 100%